# マンホール (ゲーム&ウオッチ)
『マンホール』（MANHOLE）は、かつて任天堂が製造販売していた携帯型液晶ゲーム機であるゲーム&ウオッチシリーズの一つ。
発売日は1981年1月27日。当時の発売価格は5,800円。ゲーム&ウオッチシルバーに次ぐゴールドシリーズの一作目である。

## 内容
画面の4か所に空いた穴をプレイヤーが４つのボタンで移動させてマンホールで塞ぎ、通行人が落ちないようにする。また穴は同時に１つしか塞ぐことができない。他のシリーズ同様ゲームクリア等はなく、ゲームオーバーになるまで永遠と続く。
GAME AとGAME Bがあり、GAME Bの方が人数が増えたり、スピードが速くなり難易度が高いが、基本的な内容に変化はない。
上の列の通行人は右方向へ、下の列の通行人は左方向へ直進する。それぞれの進路の4コマ目と7コマ目に穴が存在し、それをプレイヤーがマンホールで塞ぐ形になる。また通行人が穴に落ちるとミス扱いとなる。そうすると右上に濡れたシャツのアイコンが増えていき、3回ミスをするとゲームオーバーとなる。尚、通行人の歩く速さはだんだん早くなる。最大で10人の通行人が同時に出現する。通行人の通るタイミングは同じタイミングにならないよう調整されている。
ゴールドシリーズの特徴で得点が200点と500点の際にミスが帳消しになる。ほかにも本体にスタンドとアラーム機能が付いており、時間を設定すると指定した時間に画面左上にベルを持った人が現れ、アラームが鳴って知らせてくれる。
最高得点は999点である。

## リメイク・移植等
- ゲームボーイギャラリー(ゲームボーイ)
- ゲーム&ウオッチカードe：マンホール(ゲームボーイアドバンス：カードeリーダー+)
- ゲームボーイギャラリー4(ゲームボーイアドバンス)*日本未発売
- 漢字そのまま DS楽引辞典(DS)
  - 「ゲームウオッチ」、もしくは「マンホール」と検索するとプレイすることができる。
- ニンテンドーDSiウェア：ゲーム&ウオッチ マンホール(DS)
- メイド イン ワリオ ゴージャス(3DS)
  - プレイするためにはガチャコロンを回しモードを開放する必要がある。